# Ferdinando Fairfax, II lord Fairfax di Cameron
Ferdinando Fairfax, II lord Fairfax di Cameron (Denton Hall, 29 marzo 1584 – Bolton Percy, 14 marzo 1648), è stato un politico e generale inglese.
Diverse volte parlamentare nella Camera dei Comuni tra il 1614 e il 1648, fu comandante militare dell'esercito parlamentare nel corso della guerra civile inglese.

## Biografia

### I primi anni
Nato nello Yorkshire, Ferdinando era il figlio primogenito di Ellen Aske e di suo marito, Thomas Fairfax, I lord Fairfax di Cameron, che Carlo I nel 1627 creò Lord Fairfax di Cameron nella Parìa di Scozia. Il giovane Ferdinando ricevette un'educazione militare nei Paesi Bassi. Due dei suoi fratelli furono Henry Fairfax e Charles Fairfax. Quattro altri rimasero uccisi in operazioni oltremare, sempre al servizio dell'esercito inglese.

### La carriera politica
Tornato in patria intraprese giovanissimo la carriera politica entrando nel parlamento come deputato per la circoscrizione elettorale di Boroughbridge ove rimase per sei mandati tra il 1614 ed il 1629 ed anche nel corso del Breve parlamento del 1640. Nel maggio del 1640 succedette a suo padre come Lord Fairfax, ma essendo un pari di Scozia nella Camera dei Comuni inglese dovette essere eletto anche per lo Yorkshire durante il Long Parliament dal 1640 sino alla propria morte. Prese a schierarsi coi parlamentari, ma mantenne una visione moderata e innanzitutto puntò alla pacificazione del regno.

### Il servizio militare
Nella prima guerra scozzese Fairfax ottenne il comando di un reggimento del re, ma con lo scoppio della Guerra civile inglese nel 1642 divenne comandante delle forze parlamentari nello Yorkshire, con William Cavendish, I duca di Newcastle quale suo principale oppositore. Le ostilità iniziarono dopo il rifiuto del trattato di neutralità proposto da Fairfax ai realisti locali. Fairfax si portò a York, dove venne assediato dai realisti, e poi a Selby; quindi nel 1643 a Leeds ed alla fine venne sconfitto il 30 giugno 1643 nella Battaglia di Adwalton Moor. Fuggì verso Hull, che riuscì a difendere dalle truppe del marchese di Newcastle dal 2 settembre sino all'11 ottobre 1643. Fairfax risultò vittorioso a Selby l'11 aprile 1644, ed assieme agli scozzesi, assediò York, presenziando poi alla Battaglia di Marston Moor (2 luglio 1644) dove comandò la fanteria. Nel luglio del 1644, venne creato governatore di York ed incaricato anche della gestione della contea per conto dei parlamentari. Nel dicembre di quello stesso anno prese la città di Pontefract, ma non riuscì a prenderne il castello.
Durante la sua reggenza dello Yorkshire, Fairfax ingaggiò una guerra scritta col marchese di Newcastle, e scrisse The Answer of Ferdinando, Lord Fairfax, to a Declaration of William, Earl of Newcastle (1642; stampato da Rushworth, pt. iii. vol. ii. p. 139); pubblicato anche in A Letter from Lord Fairfax to Robert, Earl of Essex (1643), descrivendo il suo punto di vista nella vittoria a Hull.

### Gli ultimi anni
Fairfax diede le dimissioni dal proprio comando ma rimase un membro della commissione di governo dello Yorkshire ed il 24 luglio 1645 venne nominato guardiano del maniero di Pontefract. Morì a causa di una gangrena che lo affliggeva da tempo ad un piede il 14 marzo 1648 e venne sepolto a Bolton Percy nello Yorkshire.
Fairfax si sposò due volte. Dalla sua prima moglie, Mary, figlia di Edmund Sheffield (poi I conte di Mulgrave), ebbe sei figlie e due figli: Thomas Fairfax, che gli succedette come terzo Lord Fairfax, e Charles, colonnello che rimase ucciso a Marston Moor.